# Włodzimierz Czacki
Pour les articles homonymes, voir Czacki.
Włodzimierz Czacki (né le 16 avril 1834 à Poryck alors en Pologne et aujourd'hui en Ukraine, et mort le 8 mars 1888 à Rome) est un cardinal polonais du XIXe siècle. Il est de la famille du cardinal Adam Stefan Sapieha.

## Biographie
Włodzimierz Czacki exerce des fonctions au sein de la curie romaine, notamment à la Congrégation extraordinaire des affaires ecclésiastiques. Il est élu archevêque titulaire de Salamine (de) et est consacré le 17 août 1879 par le cardinal Flavio Chigi comme co-consécrateurs Angelo Bianchi et Placido Petacci. Il est envoyé comme nonce apostolique en France entre 1879 et 1882, où il aide à éviter la liquidation de certains ordres religieux.
Le pape Léon XIII le crée cardinal lors du consistoire du 25 septembre 1882. Le cardinal Czaki est l'auteur d'œuvres, comme Polsce i Państwie Kościelnym (1860), Les catholiques et l'Église de Pologne (1863), Rome et la Pologne (1864), Kościół i postępowość (1868), de nombreuses articles sur l'autorité et l'infaillibilité du pape, et de plusieurs volumes de poésie.

## Sources
- Fiche sur le site fiu.edu